# Docodon
Docodon (wat 'balktand' betekent) is een geslacht van uitgestorven Mammaliaformes uit het Laat-Jura in het westen van Noord-Amerika. Het was de eerste docodonte cynodont die werd benoemd.

## Ontdekking
In 1880 ontdekte William Harlow Reed, een medewerker van professor Othniel Charles Marsh, in Quarry N° 9, de Mammalian Quarry, te Como Bluff kaken van zoogdiertjes. Dat jaar benoemde Marsh een Diplocynodon victor, een 'dubbele hondtand-overwinnaar'. De geslachtsnaam bleek echter al bezet te zijn door Diplocynodon Pomel 1847. Nog hetzelfde jaar gaf Marsh de vervangingsnaam Dicrocynodon victor, waarbij dus het eveneens 'dubbel' betekenende dikros diplos verving. Het holotype was YPM 11826, een rechteronderkaak.

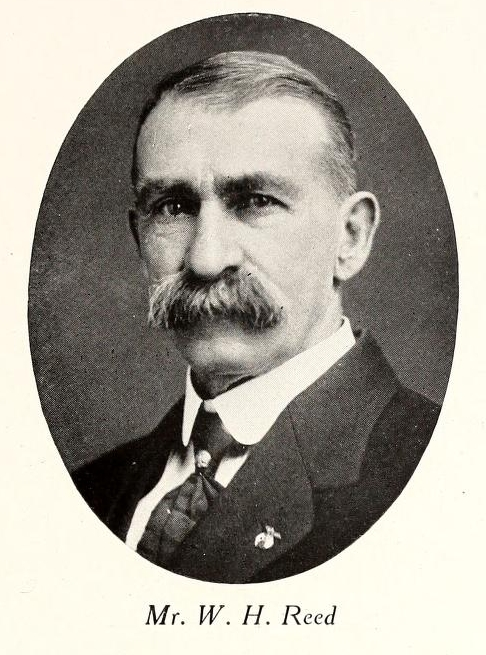
Docodon werd ontdekt door de afgeleide mammaliaform W.H. Reed

In 1881 benoemde Marsh de soort Docodon striatus. De geslachtsnaam betekent 'balktand'. De soortaanduiding betekent 'de gegroefde'. Het holotype is YPM 11823, een rechteronderkaak.
In 1887 benoemde Marsh het geslacht Enneodon, de 'negentand', met als soorten Enneodon affinis, 'de verwante', gebaseerd op holotype USNM 2129, een linkeronderkaak, en Enneodon crassus, 'de dikke' gebaseerd op holotype USNM 2130, een rechteronderkaak. Ook Enneadon bleek al bezet en werd nog in 1887 vervangen door Ennacodon.
In 1929 voerde Georges Gaylord Simpson een revisie uit van het hele materiaal. Hij concludeerde dat alles tot één taxon behoorde dat hij met de naam Docodon aanduidde omdat die eerder dan Dicrocynodon gepubliceerd zou zijn. De typesoort van Docodon is Docodon striatus maar het taxon wordt aangeduid met de combinatio nova Docodon victor omdat de soort als zodanig prioriteit heeft. Simpson compliceerde de situatie door een Docodon superus te benoemen op basis van holotype YPM 10647, een rechterbovenkaaksbeen. Hij dacht niet dat het echt om een aparte soort ging: het was een convenience species, alleen geschapen om bovenkaakelementen een plaats te geven.
Net als veel andere vroege kleine Mammaliaformes, is Docodon victor alleen bekend van gefossiliseerde tanden en kaken, omdat dit de hardste delen van het lichaam zijn en dus gemakkelijker voortbestaan in het fossielenbestand. Fossielen van Docodon victor worden alleen gevonden in Wyoming. In totaal betreft het een twintigtal specimina.

### Docodon apoxys
In 2014 werd door Rogier Docodon apoxys benoemd. De soortaanduiding betekent 'taps toelopend' in het Grieks en verwijst naar de kleinere omvang van de achterste twee kiezen alsmede de kleinere omvang van de achterste knobbel g. Het holotype is specimen DMNH 42198, een linkeronderkaak gevonden in Colorado in dezelfde groeve die Stegosaurus stenops opleverde. Twee andere linkeronderkaken uit dezelfde vindplaats werden toegewezen. Hij wordt beschouwd als een aparte soort vanwege het verschillende aantal tandwortels.

## Beschrijving

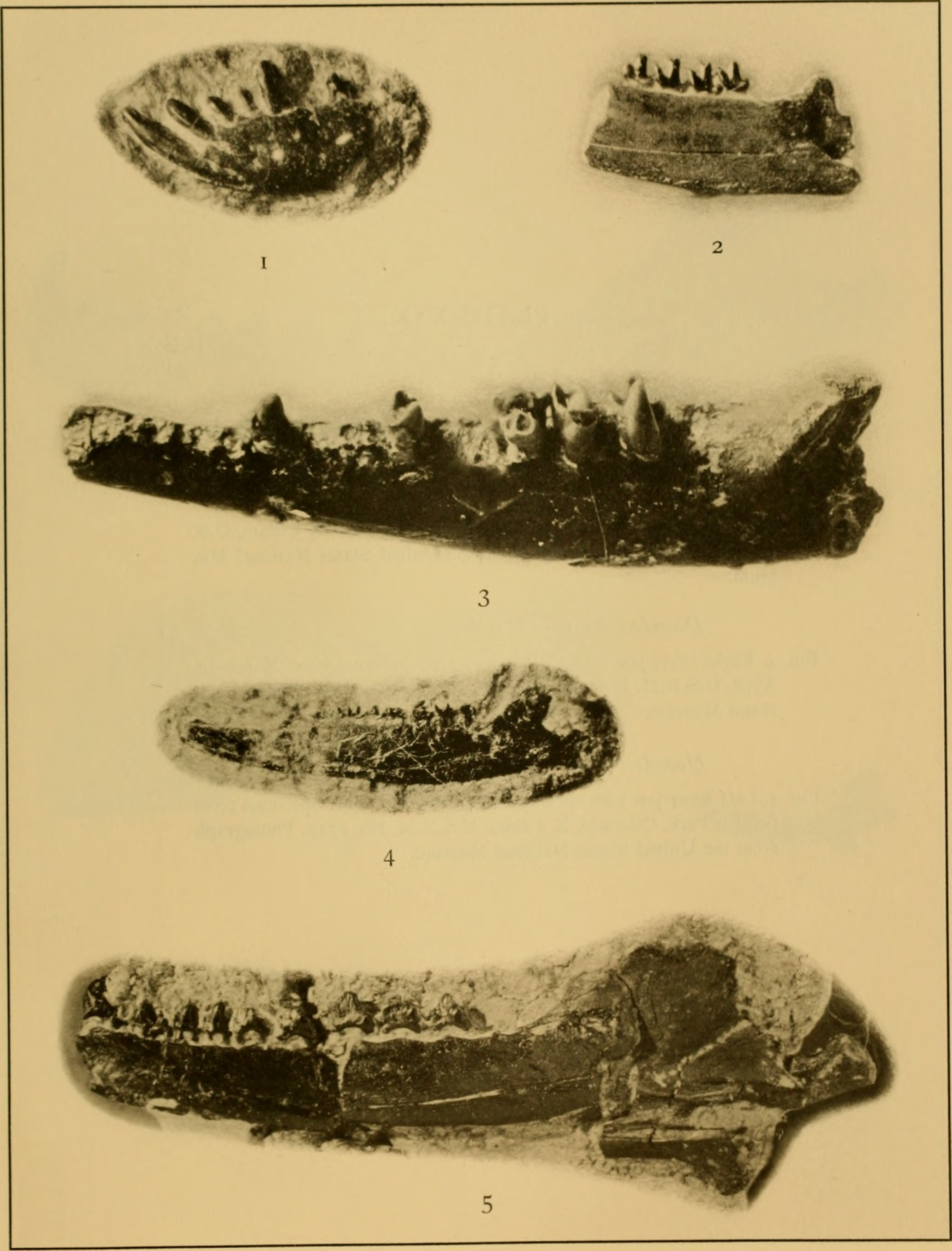
Onderaan een kaak van Docodon geïllustreerd in Simpson (1929)

De hoogte wordt geschat op tien centimeter met een gewicht van ongeveer dertig gram, waardoor het een van de grotere Mammaliaformes is die bekend is van de Morrison-formatie.
Docodonten hadden complexere gevormde tanden dan andere vroege Mammaliaformes, met doorborende en plettende oppervlakken waardoor leden van deze groep een breder scala aan soorten voedsel konden eten. Deze complexe tanden lijken meer op die van latere zoogdiergroepen, maar evolueerden onafhankelijk van deze.
In tegenstelling tot veel van zijn naast elkaar bestaande zoogdierverwanten uit het Mesozoïcum, is Docodon bekend van een groot aantal tanden en kaken met verschillende groeistadia. Dit heeft het mogelijk gemaakt om de groei van deze docodonten te bestuderen en heeft onthuld hoe docodonte kaken veranderen van juveniele stadia naar volwassenheid. De onderkaak draagt vier premolaren. Jonge exemplaren, zoals het holotype van D. striatus, hebben zeven kiezen, oude acht.

## Fylogenie
Docodon was de eerste docodonte cynodont die werd gevonden en benoemd, en gaf in 1929 later zijn naam aan de familie Docodontidae en de orde Docodonta. Ruim tachtig jaar lang was het de enige docodont waarover belangrijke informatie bekend was.